# Alfta
Alfta este o localitate în partea de est a Suediei, în regiunea Gävleborg (Hälsingland). Aparține de comuna Ovanåker. Aparține de comuna Ovanåker.

## Demografie
| \| Evoluția demografică a zonei urbane Alfta, 1970–2015 \| Evoluția demografică a zonei urbane Alfta, 1970–2015 \| Evoluția demografică a zonei urbane Alfta, 1970–2015 \| Evoluția demografică a zonei urbane Alfta, 1970–2015 \| Evoluția demografică a zonei urbane Alfta, 1970–2015 \| \| --------------------------------------------------------------------------------------- \| ---------------------------------------------------- \| ---------------------------------------------------- \| ---------------------------------------------------- \| ---------------------------------------------------- \| \| An \| \| \| Locuitori \| \| \| 1970 \| 1970 \| \| 2.220 \| 2.220 \| \| 1975 \| 1975 \| \| 2.568 \| 2.568 \| \| 1980 \| 1980 \| \| 2.544 \| 2.544 \| \| 1990 \| 1990 \| \| 2.629 \| 2.629 \| \| 1995 \| 1995 \| \| 2.459 \| 2.459 \| \| 2000 \| 2000 \| \| 2.281 \| 2.281 \| \| 2005 \| 2005 \| \| 2.185 \| 2.185 \| \| 2010 \| 2010 \| \| 2.155 \| 2.155 \| \| 2015 \| 2015 \| \| 2.348 \| 2.348 \| \| Sursa: SCB - Statistika Centralbyrån, Folkmängden per tätort. Vart femte år 1960 - 2016 \| \| \| \| \| |      |  |           |       |
| Evoluția demografică a zonei urbane Alfta, 1970–2015 |      |  |           |       |
| An |      |  | Locuitori |       |
| 1970 | 1970 |  | 2.220     | 2.220 |
| 1975 | 1975 |  | 2.568     | 2.568 |
| 1980 | 1980 |  | 2.544     | 2.544 |
| 1990 | 1990 |  | 2.629     | 2.629 |
| 1995 | 1995 |  | 2.459     | 2.459 |
| 2000 | 2000 |  | 2.281     | 2.281 |
| 2005 | 2005 |  | 2.185     | 2.185 |
| 2010 | 2010 |  | 2.155     | 2.155 |
| 2015 | 2015 |  | 2.348     | 2.348 |
| Sursa: SCB - Statistika Centralbyrån, Folkmängden per tätort. Vart femte år 1960 - 2016 |      |  |           |       |